# Coenocorypha barrierensis
Coenocorypha barrierensis là một loài chim trong họ Scolopacidae.